# Sutil y contundente
Sutil y contundente es el noveno álbum de estudio de la orquesta de salsa colombiana Niche, publicado el 10 de octubre de 1989 mediante el sello discográfico Internacional Records. El cantante puertorriqueño Tito Gómez se encargó de grabar las voces principales del disco. El álbum marca la última colaboración de Gómez con el grupo y contiene exitosas composiciones como "Mi hijo y yo", "Atrevida", "Entrega" y "Miserable".

## Carátula y título
El nombre del disco fue una inspiración de Jairo Varela durante la estadía del Grupo Niche en Perú. El empresario peruano Boris Gómez, quien era responsable de la llegada de Niche, solía repetir la frase "...hombre, pero eso está sutil y contundente" durante los ensayos de la orquesta. Es aquí donde Jairo toma la frase para el nombre oficial del disco.
En la carátula se puede apreciar a una mujer tomando un brazo fuerte aludiendo al nombre del título como éxito rotundo que se logró a nivel internacional. En la portada trasera se puede ver una fotografía de la orquesta completa, tomada en Perú, como una forma de agradecimiento al apoyo multitudinario de dicho país durante 1989, donde incluso en un concierto realizado en Lima se cantó como primicia el tema Entrega (que sería el de mayor acogida del LP en el público). Este álbum se grabó en los estudios de la Fania en Estados Unidos.
Como curiosidad, originalmente el cantante y músico Richie Valdés, que entró a Niche en mayo de 1989, iba a grabar 3 temas (que eran El Movimiento de la Salsa, Amor Amor y Miserable), sin embargo no pudo sacar la visa para viajar a Miami, por lo cual esos 3 temas quedaron en otras voces del grupo. Valdés colaboraría en el siguiente álbum Cielo de Tambores, apoyando en las voces y coros.

## Lista de canciones
Todas las canciones escritas y compuestas por Jairo Varela. 
| Lado A |                             |                                          |          |  |
| N.º    | Título                      | Intérprete(s)                            | Duración |  |
| 1.     | «Mi hijo y yo»              | Javier Vásquez                           | 5:27     |  |
| 2.     | «Atrevida»                  | Tito Gómez                               | 4:38     |  |
| 3.     | «El movimiento de la salsa» | Jairo Varela, Javier Vásquez, Tito Gómez | 5:02     |  |
| 4.     | «Amor, amor»                | Javier Vásquez                           | 4:56     |  |

| Lado B |                         |                |          |  |
| N.º    | Título                  | Intérprete(s)  | Duración |  |
| 1.     | «Bar y copas»           | Tito Gómez     | 4:22     |  |
| 2.     | «Entrega»               | Javier Vásquez | 5:36     |  |
| 3.     | «Miserable»             | Tito Gómez     | 5:24     |  |
| 4.     | «Te enseñaré a olvidar» | Jairo Varela   | 5:39     |  |

## Créditos

### Músicos
- Bajo: Raúl Umaña
- Cantantes: Tito Gómez, Javier Vásquez, Jairo Varela
- Coros: Tito Gómez, Javier Vásquez, Moris Jiménez, Jairo Varela
- Congas: Denys Machado
- Piano: Álvaro Cabarcas
- Piano y teclado: Michael Haase (colaboración especial)
- Timbal y bongó: William Valdés
- Trombón 1, 2 y 3: Moris Jiménez

### Producción
- Arreglos, mezcla y dirección ejecutiva: Jairo Varela
- Dirección en estudio: Jairo Varela, Moris Jiménez
- Ingeniero de sonido: Carlos Granados
- Ingenieros: John Fausty, Mario Rodríguez
- Armonización: Moris Jiménez